# Шах!
Шах! (фр. Échec) — картина французского художника Жана-Жоржа Вибера на сюжет эпизода из жизни Наполеона I Бонапарта.

## История создания картины и её судьба
Дед художника, художник-гравёр Жан-Пьер-Мари Жазе (фр. Jean-Pierre-Marie Jazet), у которого учился молодой Вибер и с которым он был чрезвычайно близок, во времена Наполеона создал большое число патриотических работ, прославляющих императора. Но сам Вибер был убеждённым республиканцем. Вибер написал несколько картин на тему жизни Наполеона Бонапарта, которая была весьма популярна во французском искусстве XIX века. В работах художника легко заметна скрытая ирония по отношению к Бонапарту, как в живописи, так и в литературных сочинениях Вибера. Его статья, сопровождаемая изображением, созданным самим художником, «Монастырь под ружьём», была помещена в журнале The Century Magazine. Картина «Apotheosis of Theirs» художника (была выставлена на Парижском Салоне 1878 года) представляет несколько сцен из жизни Наполеона во времена империи.
Художник был антиклерикалом, в своих картинах он иногда с мягким юмором, а иногда сатирически высмеивает повседневную жизнь духовенства, далёкую от забот о Царстве Небесном. Он изображает богатство и светские забавы кардиналов, их наивность и невежество. Иногда представлена игра в шахматы.
Дата создания картины «Шах!» неизвестна. Размер картины — 29 на 38 1/2 дюйма (73,66 на 97,79 сантиметров). Техника — масло по дереву. В настоящее время картина находится в собрании Музея Хэггин (англ. The Haggin Museum) в Стоктоне, Калифорния, США.

## Персонажи, изображённые на картине
На картине изображены:
- Наполеон Бонапарт
- дядя Наполеона — кардинал Жозеф Феш, единоутробный брат матери Наполеона, возведённый при его содействии в кардиналы и получивший кафедру архиепископа Лионского[1].

После прихода к власти Наполеон задумал превратить католическую церковь в свою опору. С его помощью Феш сделал головокружительную карьеру в церковной иерархии. Он был также весьма богатым человеком. С 31 июля 1802 года он — архиепископ Лиона. В 1803 году Феш получил сан кардинала и должность французского посланника в Ватикане. Феш в 1804 году обвенчал Наполеона и Жозефину Богарне накануне их коронации. В 1810 году он вновь обвенчал Наполеона, на сей раз с австрийской эрцгерцогиней Марией Луизой Габсбург. После провозглашения империи он стал графом, сенатором и заведующим духовными благотворительными суммами. В семье Бонапартов Феш считался главным финансовым советником. Назначения на административные должности на родине (на Корсике) не обходилось без благословения дяди императора. В 1808—1809 годах его отношения с Наполеоном резко ухудшаются. Когда в 1809 году Наполеон ликвидировал Папскую область, а протестовавшего против этого римского папу Пия VII арестовал и содержал в плену во Франции, Феш в знак протеста отказался занять место архиепископа Парижского. Для осуждения папы в 1811 году в Париже был собран собор галликанской церкви, председательствовать на котором был назначен кардинал Феш. Феш (вопреки ожиданиям Наполеона) проявил строптивость и встал на сторону римского папы. Это вызвало гнев Наполеона, Феш был выслан в Лион и вплоть до 1814 года находился в опале. Наполеон также перехватил письмо, посланное кардиналом папе Пию VII.

## Сюжет картины
В картине Вибер объединяет свои две любимые темы — иронию над светским образом жизни высшего духовенства и над эпизодами жизни императора Франции. Ковёр из шкуры белого медведя добавляет ноту агрессии к шахматной партии противников, но может также относиться к русской кампании Наполеона в 1812 году. Феш на картине самодовольно подносит к носу щепотку табаку. Искусствоведы считают, что он сделал ход, который ставит Наполеона в трудное положение на шахматной доске (шах). В картине Вибера, изображающей Наполеона I и младенца-короля Рима, также показано скрытое противостояние между дядей и племянником. Император на картине «Шах!» задумался не только над шахматной позицией. Дядя, встав на сторону римского папы, вмешался в государственные дела Франции (в представлении художника — поставил ему шах в жизни). Теперь племянник должен принять ответственное решение.
Как обычно в своих полотнах, Вибер детально точен в отношении истории. Он, как предполагают, изучал портреты обоих персонажей и воспроизводит их костюмы точно, вплоть до мелочей, например, особенностей ордена Почётного легиона, который они носят. Он изобразил Наполеона в роскошной спальне во дворце Фонтенбло с большим вниманием к малейшим деталям, включая подлинные символы, находившиеся там во времена Империи и уже не существовавшие в эпоху художника, — золотую букву «N» на стене, лавровые венки и оливковые ветви. Предполагают, что Вибер своей картиной показывает тщету власти и вмешательство церкви в политические дела.

## Наполеон и шахматы
Наполеон играл в шахматы в молодости — в военной школе и в «Кафе де ля Режанс», в зрелые годы — в светских салонах (а иногда на корабле во время плавания и в перерывах между сражениями). Обычно Бонапарт возил с собой шахматы — они сопровождали его во время экспедиции в Египте, в ходе военной кампании в России, во время пребывания в Герцогстве Варшавском, в ссылке на острове Эльба, на острове Святой Елены у берегов Африки. Его частыми партнёрами были маршалы Иоахим Мюрат и Луи-Александр Бертье, Юг-Бернар Маре, герцог Бассано и генерал Анри-Гасьен Бертран. Современники отмечали, что Наполеон играл чрезвычайно быстро, особо не напрягаясь, давая полную свободу мысли. Когда соперник надолго задумывался, император приходил в раздражение. Проигрывая, Наполеон злился и не скрывал своей обиды.